# Distretto di Sam Neua
Il distretto di Sam Neua è uno degli otto distretti (mueang) della provincia di Houaphan, nel Laos. Ha come capoluogo la città di Sam Neua.